# البهائية في تشيلي
يبدأ الدين البهائي في تشيلي بالإشارة إلى تشيلي في الأدب البهائي في وقت مبكر من عام 1916، مع زيارة البهائيين الأوائل في وقت مبكر من عام 1919. ولم يتأسس مجتمع فعال في تشيلي حتى عام 1940 مع بداية وصول رواد منظمين من الولايات المتحدة بحثًا عن متحولين وطنيين من تشيلي وحققوا مجتمعًا وطنيًا مستقلًا في عام 1963. في عام 2002 تم اختيار المجتمع البهائي في تشيلي لإنشاء أول معبد بهائي في أمريكا الجنوبية والذي لا يزال المجتمع يسعى إلى إنشائه. قدرت حكومة الولايات المتحدة وجود 6000 بهائي في تشيلي اعتبارًا من عام 2007 على الرغم من أن جمعية أرشيفات بيانات الدين [الإنجليزية] (التي تعتمد في الغالب على الموسوعة المسيحية العالمية) قدرت وجود حوالي 26000 بهائي في عام 2005.

## ألواح عبد البهاء للخطة الإلهية
كتب عبد البهاء، ابن مؤسس الدين، سلسلة من الرسائل، أو الألواح، إلى أتباع الدين في الولايات المتحدة في عامي 1916 و1917؛ وقد تم تجميع هذه الرسائل معًا في كتاب بعنوان ألواح الخطة الإلهية. كانت اللوحة السادسة هي الأولى التي تذكر مناطق أمريكا اللاتينية، وقد كتبت في 8 أبريل/نيسان 1916، ولكن تأخر تقديمها في الولايات المتحدة حتى عام 1919 — بعد نهاية الحرب العالمية الأولى والإنفلونزا الإسبانية. كانت الإجراءات الأولى التي اتخذتها الجماعة البهائية تجاه أمريكا اللاتينية هي تلك التي قام بها عدد قليل من الأفراد الذين قاموا برحلات إلى المكسيك وأمريكا الجنوبية قبل أو قبل ذلك في عام 1919 دون جدوى، بما في ذلك السيد والسيدة فرانكلاند، وروي سي. فيلهلم، ومارثا روت. بدأت رحلات روت، والتي ربما كانت أول رحلة بهائية إلى تشيلي، في صيف عام 1919 — حيث توقفت أولاً في البرازيل، ثم الأرجنتين وأوروغواي قبل الانطلاق لعبور جبال الأنديز إلى تشيلي في الشتاء؛ حيث زارت فالبارايسو وسانتياغو. تمت ترجمة اللوح السادس وتقديمه من قبل ميرزا أحمد سهراب في 4 أبريل 1919، ونشر في مجلة نجم الغرب في 12 ديسمبر 1919.
«يقول قداسة يسوع: سافروا إلى شرق العالم وغربه، وادعوا الناس إلى ملكوت الله. ولذلك، يجب أن تشمل رحمة الله البشرية جمعاء. ألا ترون أنه من الجائز أن تتركوا تلك المنطقة محرومين من نسائم صباح الهداية؟ لذا، اجتهدوا قدر استطاعتكم في إرسال متحدثين فصيحين إلى تلك البقاع، منفصلين عن كل شيء سوى الله، منجذبين إلى عبير الله، ومقدسين ومطهرين من كل الشهوات والإغراءات.... غواتيمالا، هندوراس، سلفادور، نيكاراغوا، كوستاريكا، بنما، والدولة السابعة بليز... يجب على المعلمين الذين يذهبون إلى تلك البقاع أن يكونوا على دراية باللغة الإسبانية أيضًا. أولوا أهمية كبيرة للسكان الأصليين في أمريكا... وبالمثل جزر... كوبا، هايتي، بورتوريكو، جامايكا،... جزر البهاما، حتى جزيرة واتلينغ الصغيرة... هايتي وسانتو دومينغو... جزر برمودا... جمهوريات قارة أمريكا الجنوبية — كولومبيا، الإكوادور، بيرو، البرازيل، غويانا، بوليفيا، تشيلي، الأرجنتين، أوروغواي، باراجواي، فنزويلا ؛ وكذلك الجزر الواقعة شمال وشرق وغرب أمريكا الجنوبية، مثل جزر فوكلاند، وجالاباجوس، وخوان فرنانديز، وتوباغو، وترينيداد....»
وبعد نشر هذه الألواح ثم وفاة عبد البهاء في عام 1921، بدأ عدد قليل من البهائيين في الانتقال إلى أمريكا اللاتينية أو زيارتها على الأقل. على سبيل المثال، زار مارك توبي المكسيك في عام 1931 أثناء رحلة حول العالم من أوروبا عبر فلسطين والأمريكتين ثم العودة إلى أوروبا.

## خطة السنوات السبع والعقود التالية
كتب شوقي أفندي، الذي تم تعيينه خليفة لعبد البهاء، برقية في الأول من مايو عام 1936 إلى المؤتمر البهائي السنوي للولايات المتحدة وكندا، وطلب البدء في التنفيذ المنهجي لرؤية عبد البهاء. وكتب في برقيته:

«نداء إلى الوفود المجتمعة للتأمل في النداء التاريخي الذي أطلقه عبد البهاء في ألواح الخطة الإلهية. نحثّ على إجراء مداولات جادة مع المجلس الوطني القادم لضمان تنفيذه بالكامل. القرن الأول من العصر البهائي يُشرف على نهايته. البشرية تدخل أطرافها الخارجية في أخطر مرحلة من مراحل وجودها. فرص هذه الساعة ثمينة للغاية. نسأل الله أن تحتضن كل ولاية في الجمهورية الأمريكية وكل جمهورية في القارة الأمريكية، قبل نهاية هذا القرن المجيد، نور دين بهاء الله، وأن تُرسي الأساس الهيكلي لنظامه العالمي.»

وبعد برقية الأول من مايو/أيار، جاءت برقية أخرى من حضرة شوقي أفندي في 19 مايو/أيار تدعو إلى إنشاء رواد دائمين في جميع بلدان أمريكا اللاتينية. وقد تم تعيين المجلس الروحي الوطني البهائي للولايات المتحدة وكندا لجنة مشتركة بين الأمريكتين لتتولى مسؤولية الاستعدادات. خلال مؤتمر البهائيين في أمريكا الشمالية عام 1937، أرسل شوقي أفندي برقية ينصح فيها المؤتمرين بإطالة مداولاتهم للسماح للمندوبين والجمعية الوطنية بالتشاور حول خطة من شأنها تمكين البهائيين من الذهاب إلى أمريكا اللاتينية بالإضافة إلى تضمين استكمال الهيكل الخارجي لبيت العبادة البهائي في ويلميت، إلينوي. في عام 1937، أعطت الخطة السبعية الأولى (1937–1944)، وهي خطة دولية صممها شوقي أفندي، البهائيين الأميركيين هدف إقامة الدين البهائي في كل دولة في أميركا اللاتينية. مع انتشار البهائيين الأمريكيين في أمريكا اللاتينية، بدأت المجتمعات البهائية والجمعيات الروحية المحلية في التشكل في عام 1938 في جميع أنحاء أمريكا اللاتينية.
يعود تاريخ المجتمع البهائي التشيلي الدائم إلى وصول مارسيا ستيوارت أتووتر، المولودة عام 1904 في باسادينا، كاليفورنيا، والتي وصلت إلى تشيلي في 7 ديسمبر 1940 عندما رست سفينتها في أريكا (على الرغم من أنه من المعروف أن المواد المكتوبة عن الإيمان البهائي كانت موجودة في تشيلي على الرغم من أن الجمعية الثيوصوفية السابقة لم تصبح بهائية). كان أول تشيلي يعتنق الدين البهائي هو بول برافو البالغ من العمر 12 عامًا، وبعد ذلك أصبحت عائلته بهائية. ثم في عام 1943، تم انتخاب أول جمعية روحية محلية بهائية في تشيلي. بعد هذه الانتخابات ذهب أتووتر إلى بونتا أريناس، المدينة الواقعة في أقصى جنوب العالم.
في عام 1943، خلال المؤتمر البهائي السنوي في الولايات المتحدة، أعلن شوقي أفندي عن مؤتمر دولي شمالي وجنوبي يضم ممثلين عن كل ولاية ومقاطعة من الولايات المتحدة وكندا وكل جمهورية في أمريكا اللاتينية. وكان إستيبان كاناليس مندوبًا عن تشيلي خلال هذا المؤتمر.
وصل أرتيموس لامب، ثاني رائد بهائي في تشيلي، في 2 أكتوبر 1944 إلى بونتا أريناس، وبذلك حل محل أتووتر في موقعها المتقدم. في تلك المدينة، أصبحت لينا سميثسون (المعروفة باسم لينا جيانوتي في تشيلي) أول مؤمنة تشيلية في عام 1945؛ وفي عام 1945 انتقل البهائيون من منطقة بونتا أريناس إلى سانتياغو وفالبارايسو وفالديفيا.
بحلول عام 1946، نجح خليط من الرواد والمواطنين التشيليين في زيادة عدد الجمعيات الروحية المحلية البهائية من أربعة عشر إلى سبعة وثلاثين، حصلت ثلاثة منها على التأسيس القانوني؛ كما زاد عدد المناطق التي يقيم فيها البهائيون إلى ما يقرب من مائة. انعقد أول مؤتمر بهائي لأمريكا الجنوبية في بوينس آيرس، الأرجنتين، في نوفمبر 1946. في عام 1947 تم تعيين اللجنة البهائية الدولية للتعليم لأمريكا الجنوبية (CEPSA) وكان الأعضاء الأوائل هم والتر هاموند، وروزي فودانوفيتش، وإستيبين كاناليس، وبيتي رو، وأرتيموس لامب، جميعهم من تشيلي. وفي مؤتمر مماثل لمنطقة أمريكا الوسطى، ذكر أحد البهائيين أن حملة قد بدأت. وقد تم توضيح ذلك بمزيد من التفصيل في مايو 1947، حيث أعلنت هي وآخرون في الصحف الكبرى في العديد من المدن على هذا النحو:
نحن نبحث عن أشخاص ذوي حسن النية لتنظيم مركز للدراسة والتدريس على أساس المبادئ التالية (صياغة التعاليم البهائية). وقد أصبحت هذه الحركة تضم مجموعات تابعة لها في كل البلدان الرئيسية في العالم، والتي تعمل من خلال التشاور الجماعي بين جميع أعضائها. يمكنك، دون أي التزام، أن تطلب المطبوعات وكل أنواع المعلومات عن طريق الكتابة إلى (العنوان في سان خوسيه). 
ومن خلال هذا الإعلان كانت هناك استفسارات تم إرسالها بالأدب البهائي وفي النهاية تم انتخاب جمعية. كان البهائيون من تشيلي مهتمين بهذه الطريقة بما يكفي لمحاكاتها. بحلول أكتوبر 1947، تم استخدام هذه الطريقة في تشيلي. ذهبت لوتشا جي دي باديا، زوجة القنصل العام السابق لتشيلي لدى الولايات المتحدة، إلى كوستاريكا في مايو 1948 لرؤية العملية بنفسها. ظلت هذه الطريقة مستخدمة حتى عام 1966 على الأقل.
أقيم المؤتمر البهائي الثاني لأمريكا الجنوبية في سانتياغو، تشيلي، في يناير 1948 وتم تنظيمه وتنفيذه من قبل اللجنة البهائية الدولية للتعليم لأمريكا الجنوبية بمساعدة الجمعية الروحية المحلية في سانتياغو. في عام 1950، حققت الديانة البهائية الاعتراف القانوني في تشيلي بتشكيل جمعية روحية إقليمية دولية لأمريكا الجنوبية وكان أول أعضائها إدموند ميسلر من البرازيل، ومارجوت وورلي من البرازيل، وإيف نيكلين من بيرو، وجايل وولسون من كولومبيا، وإستيبان كاناليس من باراغواي، ومرسيدس سانشيز من بيرو، والدكتور ألكسندر ريد من تشيلي، ورانجفالد تايتز من أوروغواي، ومانويل فيرا من بيرو.
بعد انتخاب المجلس الروحي البهائي الإقليمي لأمريكا الجنوبية في عام 1950، انقسم هذا المجلس في عام 1957 إلى قسمين — شمال/شرق أمريكا الجنوبية مع جمهوريات البرازيل وبيرو وكولومبيا والإكوادور وفنزويلا، في ليما، بيرو وواحد من غرب/جنوب أمريكا الجنوبية مع جمهوريات الأرجنتين وتشيلي وأوروغواي وباراغواي وبوليفيا في بوينس آيرس، الأرجنتين. أنشأت تشيلي جمعيتها الروحية الوطنية البهائية المستقلة في عام 1961.

## الوضع الأخير
منذ نشأتها، كان للدين دور في التنمية الاجتماعية والاقتصادية بدءًا من منح المزيد من الحرية للنساء، وترويج تعليم الإناث باعتباره أولوية، وقد تم التعبير عن هذه المشاركة عمليًا من خلال إنشاء المدارس والتعاونيات الزراعية والعيادات. ودخل الدين مرحلة جديدة من النشاط عندما صدرت رسالة بيت العدل الأعظم بتاريخ 20 أكتوبر 1983. وحث البهائيين على البحث عن طرق متوافقة مع التعاليم البهائية، والتي يمكنهم من خلالها المشاركة في التنمية الاجتماعية والاقتصادية للمجتمعات التي يعيشون فيها. في عام 1979 كان هناك 129 مشروعًا بهائيًا للتنمية الاجتماعية والاقتصادية معترفًا بها رسميًا في جميع أنحاء العالم. وبحلول عام 1987، ارتفع عدد مشاريع التنمية المعترف بها رسميا إلى 1482 مشروعا. في أعقاب التغييرات التي طرأت على تشيلي نتيجة للانتقال إلى الديمقراطية بين عامي 1989 و1991، وافقت وزارة التعليم التشيلية على برامج التعليم الأساسي العام (الابتدائي) والتعليم الثانوي البهائي، وأنشأت الجمعية الروحية الوطنية مدرستين — مدرسة فايزي الابتدائية، رقم 335 ومدرسة الدكتور مهاجر الابتدائية، رقم 499؛ تخدم كلتا المدرستين مجتمعات المابوتشي إلى حد كبير.
وقد ورد ذكر الدين في كتاب الكاتبة التشيلية الشهيرة إيزابيل الليندي بعنوان الخطة اللانهائية (1991)، والذي جاء فيه: «تميزت رحلة غريغوري بالفلسفات المتضاربة لدين والدته البهائي». وبحلول عام 1994، أُنشئت محطة إذاعية في تشيلي لرعاية الثقافة المحلية والحفاظ عليها من خلال عرض رواة القصص المحليين والموسيقى المسجلة في المهرجانات الموسيقية الأصلية السنوية التي ترعاها المحطة. خلال عامي 1994 و1995، عُقد مؤتمران للشباب البهائي. في أغسطس 1994، عقد مؤتمر للشباب في تالكا، حيث تم إعداد وتقديم جميع المحادثات وورش العمل من قبل الشباب لمنحهم الفرص لتطوير مهاراتهم؛ وركز المؤتمر على تقييم مشاريع العام الماضي والتخطيط للمستقبل. كان المؤتمر الوطني الثاني، الذي عقد في فبراير/شباط 1995، تتويجًا لمشروع تعليمي استمر لمدة شهر، نفذه الشباب في ست عشرة مدينة في تشيلي.
في عام 2000، أيدت تشيلي قرار الأمم المتحدة بشأن حقوق الإنسان بشأن القلق بشأن البهائيين في إيران، كما اتخذت خطوات لتوثيق الأوضاع بشكل أكبر.

### دار عبادة البهائيين في أمريكا الجنوبية

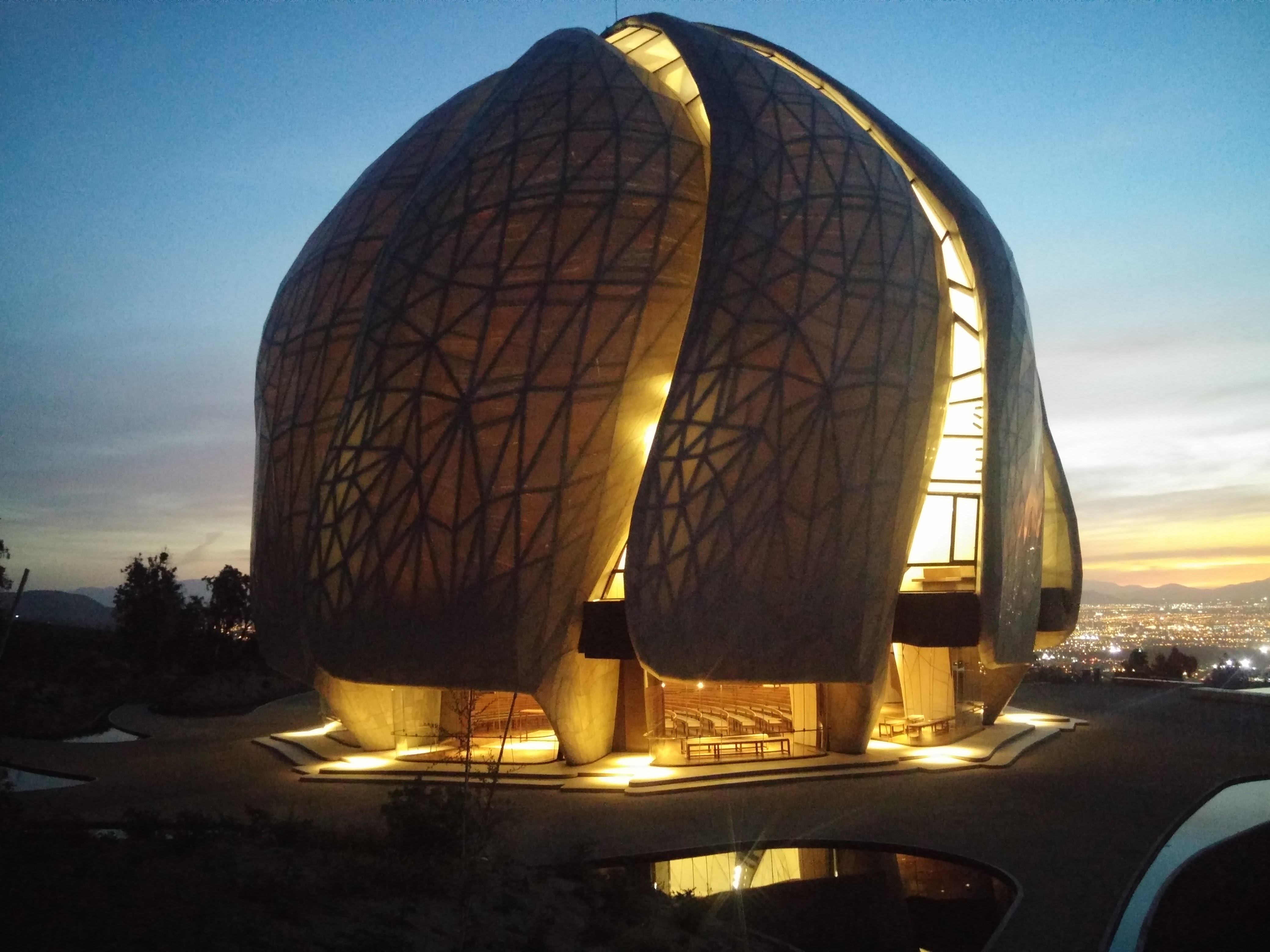
دار العبادة في سانتياغو، تشيلي

في أواخر عام 2002، أعلن المجلس الروحي الوطني للبهائيين في تشيلي وبيت العدل الأعظم، الهيئة الحاكمة الدولية للبهائيين، عن مسابقة لتصميم أول دار عبادة بهائية لأمريكا الجنوبية، ليتم بناؤه بالقرب من سانتياغو على الرغم من أن القرار العام ببناء أول معبد في أمريكا الجنوبية كان قد تم اتخاذه منذ عام 1953. تم تصميم التصميم المختار من قبل سياماك حريري [الإنجليزية] من تورنتو، كندا، وبدأ تصنيع المكونات في عام 2007. وستتكون جوانبها من ألواح شفافة من المرمر والزجاج المصبوب. وسيكون الهيكل الداخلي عبارة عن هيكل شبكي من الفولاذ يدعم الجزء الداخلي من القبة العلوية. تم الانتهاء من البناء في أكتوبر 2016، مع فتح الأبواب في 19 أكتوبر 2016.

### الفنانون البهائيون التشيليون
كمال سيجل [الإنجليزية] هو موسيقي ولد في بونتا أريناس لأبوين أمريكيين؛ صدر ألبومه الأول في عام 2005، وظهرت إحدى أغانيه في ألبوم تجميعي عام 2007 من إنتاج الحائز على جائزة جرامي كيه سي بورتر. في عام 1998 انتقل سيجل إلى منطقة سياتل في الولايات المتحدة حيث اكتسب خبرة كفنان ومصمم ألعاب وفي عام 2004 أسس شركته الخاصة للإنتاج والرسوم المتحركة.
ومن بين الفنانين البهائيين التشيليين الآخرين الموسيقية ريبيكا جونستون جارفين التي انتقلت إلى تشيلي في عام 1979، والتي أنتجت ثلاثة أقراص مضغوطة، والمغني وكاتب الأغاني داريو كاردوسو، الذي شارك في عام 1991 في مجموعة موسيقية بهائية تسمى بلانيتا باز وقام بجولة في البرازيل وأوروغواي والأرجنتين وباراغواي، والمهندس المعماري والموسيقي خافيير دوهارت، وثنائي الراب «نيو فيجن» مع وحيد مسرور وكيومرز بلازاده.

### التركيبة السكانية
قدرت حكومة الولايات المتحدة وجود 6000 بهائي في تشيلي اعتبارًا من عام 2007 على الرغم من أن جمعية أرشيفات بيانات الدين [الإنجليزية] (التي تعتمد في الغالب على الموسوعة المسيحية العالمية) قدرت عدد البهائيين بنحو 26415 في عام 2005. يزعم البهائيون أن ما يقرب من نصف المجتمع البهائي في تشيلي ينتمي إلى شعب المابوتشي الأصلي.

## وصلات خارجية
- Official Website of the National Spiritual of the Baháʼís of Chile
- Addresses for International Affiliate Associations for Baháʼí Studies
- Official Webpage of the Baháʼí Temple for South America Copyright 2016, National Spiritual Assembly of the Baha'is of Chile
- The Chilean Temple Initiative Sponsored by the Baháʼí Community of the United States, National Spiritual Assembly of the Baha'is of the United States
- The Baháʼís of Las Condes craft project